# Адольф I (граф Берга)
Адольф I фон Хёфель (нем. Adolf I. von Hövel; умер 31 июля 1106) — граф Берга с (не позднее) 1101 года.

## Биография
Об Адольфе I известно очень мало. Возможно, он был внуком графа Кельдахгау Адольфа II. В 1101 году упоминается с титулом графа Берга.
Адольф умер 31 июля 1106 года, ему наследовал сын Адольф II.

## Брак и дети
Жена (свадьба не ранее 1090 г.) — Адельгейда фон Лауфен (р. не ранее 1075, ум. после 1120), дочь графа Генриха фон Лауфена. Дети:
- Адольф II (ум. ок. 1160), граф Берга.
- Эберхард, аббат в Георгенберге.
- Бруно (ум. 29 мая 1137), архиепископ Кёльна.
- Гизела, жена шварцбургского графа Зиццо III.

После смерти Адольфа I его вдова Адельгейда фон Лауфен вышла замуж за пфальцграфа Саксонии Фридриха фон Зоммершенбурга.